# Stanislav Vondraš
Stanislav Vondraš (29. května 1906 Bubeneč – 5. října 1982 Praha) byl československý zvukař. Na zvukařském kontě má 74 filmů a 8 dokumentů.

## Kariéra
Vzdělání získal na Českém vysokém učení technickém v oboru elektrotechnika. V roce 1936 pracoval jako konstruktér u ČKD. Následující rok (1937) pak už jako Mistr zvuku ve filmových ateliérech Foja v Radlicích. Od roku 1939 jako Mistr zvuku ve Filmových továrnách AB na Barrandově.

## Filmografie (výběr)
- 1941 Advokát chudých (režie: Vladimír Slavínský)
- 1941 Provdám svou ženu (režie: Miroslav Cikán)
- 1941 Tetička (režie: Martin Frič)
- 1941 Těžký život dobrodruha (režie: Martin Frič)
- 1942 Barbora Hlavsová(režie: Martin Frič)
- 1946 Hrdinové mlčí (režie: Miroslav Cikán)
- 1959 Jak se Franta naučil bát (režie: Jaroslav Mach)
- 1959 O medvědu Ondřejovi (režie: Jaroslav Mach)
- 1964 Táto, sežeň štěně! (režie: Milan Vošmik)